# Shoichi Funaki
Shoichi "Sho" Funaki (船木 勝一 Funaki Shōichi?) (n. 24 august 1968) este un wrestler japonezo-american, care în prezent activează în World Wrestling Entertainment. A făcut echipa Kaientai cu Taka Michinoku când WWE era atunci WWF (World Wrestling Federation). Manevra lui de final se numește Rising Sun. În cariera sa de wrestler profesionist a câștigat centura hardcore și centura Cruiserweight. A debutat în wrestling în anul 1993 (25 ani). Reședința o are în San Antonio, Texas. A evoluat în federații ca Texas wrestling Alliance, unde a câștigat o dată titlul mondial TWA, Universal Wrestling Association, unde a câștigat titlul UWA middleweight și World Wrestling Entertainment unde a câștigat titlul hardcore și titlul cruiserweight.

## Viața personală

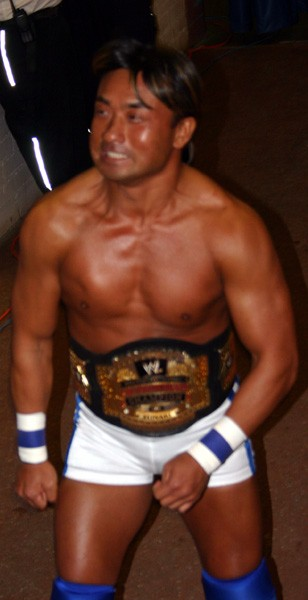

Funaki vorbește fluent în spaniolă. Aceasta i-a fost folositoare când a participat la spectacolul WWE Spanish-Language. Este căsătorit și are un fiu. Este bun prieten cu Lita și Stone Cold Steve Austin. Stone Cold, originar din Texas, a sugerat ca Funaki să se mute în Texas. Funaki s-a îndrăgostit de acest stat și de aceea este prieten bun cu Austin.